# Бдительний (есмінець, 1937)
«Бдительний» (рос. «Бдительный») — військовий корабель, ескадрений міноносець проєкту 7 військово-морського флоту СРСР за часів Другої світової війни.
Есмінець «Бдительний» 23 серпня 1936 року закладений на верфі ССЗ № 200 у Миколаєві, 25 червня 1937 року спущений на воду. 22 жовтня 1939 року корабель уведений до складу радянського Чорноморського флоту. Перебував у складі крейсерської бригади, де було два дивізіони есмінців; у другий дивізіон входили всі шість радянських ескадрених міноносців «сімок»: «Бодрий», «Бойкий», «Бистрий», «Беспощадний», «Бдительний» і «Безупречний». З них пережили війну лише перші два.

## Бойовий шлях
На момент початку німецько-радянської війни «Бдительний» перебував у капітальному ремонті. 24 вересня в Севастопольській бухті в районі Сухарної балки він сів на мілину (носова частина до 10-го шпангоуту була згорнута вправо), через що знову було поставлено на ремонт.
У бойових діях «Бдительний» почав брати участь з жовтня 1941 року. 30 жовтня він разом із есмінцем «Шаумян» евакуював особовий склад 119-го морського авіаполку з Донузлаву до Севастополя. Потім «Бдительний» брав участь у перекиданні сухопутних частин з Тендри та в обороні Севастополя.
У лютому-березні 1942 року есмінець неодноразово виходив у море для обстрілу позицій противника на приморському фланзі Кримського фронту, а згодом — у районі Владиславівки та Новомихайлівки. 17 квітня він супроводжував санітарний транспорт «Сванетія», що прямував із Севастополя до Новоросійська. На переході транспорт двічі атакували бомбардувальники Люфтваффе — спочатку 12, а потім 9 літаків. Під час другого нальоту у «Сванетію» потрапили дві торпеди, і о 16:30 судно затонуло. Через 17 хвилин пішла третя повітряна атака — цього разу безпосередньо на «Бдительний». Есмінець, ведучи щільний загороджувальний вогонь і маневруючи, відбив наліт і уникнув влучень. На місці загибелі транспорту він підібрав із води 143 особи та доставив їх у Туапсе. Решта 753 людей, які перебували на «Сванетії», загинула.
9 травня есмінець обстрілював ворожі позиції на берегу затоки Феодосії, пізніше забезпечував переходи кораблів і суден між Севастополем і портами Кавказу. З лютого по червень 1942 року корабель здійснив 7 транспортних рейсів із Севастополя, при цьому перевіз 2656 осіб, у тому числі 510 лежачих поранених. Загалом «Бдительний» здійснив 11 рейсів до обложеного міста-фортеці. Разом з «Ташкентом» та «Безупречним» «Бдительний» став одним з останніх великих бойових кораблів, що прорвалися в обложений Севастополь. 25 червня він доставив бійців 142-ї морської стрілецької бригади.
Повернувшись до Новоросійська, есмінець негайно вийшов у море — цього разу він разом із «Сообразительним» був посланий назустріч важко пошкодженому ворожою авіацією лідеру «Ташкент». За допомогою есмінців уражений лідер зумів дістатися бази. Це був останній похід «Бдительного».
2 липня 1942 під час стоянки в Новоросійській бухті есмінець піддався повітряному удару німецьких бомбардувальників Ju 88A I./KG76 та I./KG 100. 500-кг бомба влучила в район першого машинного відділення. Від її вибуху здетонували бойові частини двох торпед, які перебували у носовому торпедному апараті. Корабель переломився на дві частини. Незабаром пролунав вибух у кормовому погребі. «Бдительний» за лічені хвилини ліг на ґрунт. Відновленню есмінець не підлягав.
У 1948—1952 роках він був піднятий частинами і зданий на злам.